# CD Projekt RED
CD Projekt RED (officieel CD Projekt S.A.) is een Poolse computerspelontwikkelaar gevestigd in Warschau. Het bedrijf werd in 2002 opgericht en is bekend van de The Witcher-serie. 
Het huidige CD Projekt RED is een fusie van CD Projekt RED S.A., CD Projekt RED Sp. z o.o. en Metropolis Software. CD Projekt RED fungeert als een dochteronderneming van CD Projekt, eigenaar van onder andere de uitgever cdp.pl en de distributiewebsite GOG.com.
Tijdens The Game Awards 2015 won CD Projekt RED de prijs voor Ontwikkelaar van het jaar.

## Ontwikkelde spellen
| Release | Titel                                      | Platform                                                     |
| ------- | ------------------------------------------ | ------------------------------------------------------------ |
| 2007    | The Witcher                                | OS X, Windows                                                |
| 2011    | The Witcher 2: Assassins of Kings          | Linux, OS X, Windows, Xbox 360                               |
| 2014    | The Witcher Adventure Game                 | Android, iOS, OS X, Windows                                  |
| 2015    | The Witcher Battle Arena                   | Android, iOS                                                 |
| 2015    | The Witcher 3: Wild Hunt                   | PlayStation 4, Windows, Xbox One                             |
| 2015    | The Witcher 3: Wild Hunt - Hearts of Stone | PlayStation 4, Windows, Xbox One                             |
| 2016    | The Witcher 3: Wild Hunt - Blood and Wine  | PlayStation 4, Windows, Xbox One                             |
| 2016    | GWENT: The Witcher Card Game               | PlayStation 4, Windows, Xbox One                             |
| 2020    | Cyberpunk 2077                             | PlayStation 4, Windows, Xbox One, PlayStation 5, Xbox Series |
| 2023    | Cyberpunk 2077: Phantom Liberty            | PlayStation 5, Windows, Xbox Series                          |